# Virbia thersites
Virbia thersites là một loài bướm đêm thuộc phân họ Arctiinae, họ Erebidae.